# 卡纳尔斯
卡纳尔斯，是西班牙巴伦西亚自治区巴伦西亚省的一个市镇。总面积22平方公里，总人口1271人（2001年），人口密度578人/平方公里。